# Амадеов театар
Амадеов театар основан је 1797. године и затворен 1834. године. Амадеов театар добио је име по свом основачу мађарском грофу Антону Амадеу де Варкоњију, великом жупану загребачком. Амадеов театар налазио се у некадашњој Блатној и Казалишној, а данас у Деметровој улици, у згради у којој се налази Хрватског природњачког музеја, и у којој се од 2000. године лети одржава Клупска позоришно-музичка Сцена Амадео.
Амадеов театар био је јавна позоришна дворана, коју је њен власник изнајмљивао предузетнику - вођи дружине с најбољом понудом. За позоришне представе и друге приредбе штампани су плакати, улазнице, огласи и рекламе. На овим темељима Амадеов театар проглашен је првим загребачким јавним позориштем.

### Језик изведби
У Амадеовом позоришту представе су се изводиле углавном на немачком језику с мањим уделом латинског језика. Године 1832. и 1833. у Амадеовом позоришту немачки су глумци извели прве јавне и професионалне представе на хрватском кајкавском дијалекту. Драгутин Раковац (1813—1854) превео је две комедије Коцебуе (Kotzebuea) на кајкавски, а Јозеф Швајгерт (Josef Schweigert), редитељ и глумац немачке дружине која је тада наступила у Амадеовом позоришту, поставио је следеће представе: 
- 2. фебруар 1832. - Ztari mladosenja i kosharice (према Коцебуи)
- 28. јануар 1833. -  (према Флоријану)
- 23. јул 1833. -  (према Коцебуи).

Све три представе извели су немачки глумци који нису били вични хрватском кајкавском дијалекту, па су се на плакату задње представе извинили како ће њихова ostra marljivozt slomiti све језичне препреке.

### Репертоар
У Амадеовом позоришту одигран је свеукупни немачки репертоар стандардних обележја тадашње аустријске провинције: драме, опере, балети и посебна врста лакших комада с певањем која ће се касније претворити у оперету под именом Зингшпил. Почетком 19. века све се чешће појављују писци бечког круга који су својим деловањем обележили постанак бечког пучког позоришта, без којег је пак незамислива генеза хрватског пучког игроказа.
У хрватској националној позоришној историји Амадеов театар имао је првенствено образовну улогу.